# Геологія Ізраїлю
Геологія Ізраїлю включає магматичні та метаморфічні кристалічні породи фундаменту докембрію, перекриті довгою послідовністю осадових порід аж до плейстоцену, які в свою чергу перекриваються алювієм, піщаними дюнами та відкладеннями Плайя.

## Огляд
Геологія –  наука про структуру та історію планети Земля. Геологія фокусується переважно на фізичній Землі, ґрунтується на вивченні геологічних процесів, мінералів і гірських порід. Термін геологія походить від давньогрецької мови: γῆ - земля і λογος - наука. В широкому сенсі геологія – це сукупність наук про тверду оболонку Землі, її будову, речовинний склад, рухи та історію розвитку, про вивчення процесів, що її створили.
В цьому сенсі геологія Ізраїлю включає магматичні та метаморфічні кристалічні породи фундаменту Аравійського кратону, що утворилися в докембрії, та в деяких місцях країни ці породи залишаються недостатньо вивченими. Докембрійські породи винайдені лише в південних частинах країни, наприклад, амфіболіти в Махтеш-Гадолі. Інші докембрійські залягання включають гнейс Таба, сланці Родед і Елат, гнейси і мігматити, сієніти, гранодіорит Духайль, тоналіт Дарба, сланці Абу Сак'а, метасланці Абу Барка, конгломерат Сарамудж, мікрограніт Самманія, граніт Ютум, діорит Куані, конгломерат Елат, ріоліт, габро та інші основні породи.
Базальтова магма мантійного походження піднімалася крізь гірські породи в долині Тімна на півдні Ізраїлю, забезпечуючи тепло для формування лужного граніту, лужних ріолітових дамб і шаруватого серпентинізованого габро в ядрі Хар-Тімна.

## Палеозой
Сланцева формація Бурдж-Доломіт, як природня сукупність гірських порід з подібними умовами утворення включає пісковик, доломіт, аргіліт, а також формація пісковиків Умм-Ішрін датуються кембрійським періодом і з'являються в стратиграфічних записах центрального Ізраїлю. У регіоні мало свідчень про середньопалеозойські породи; пісковик, вапняк, глина і гіпс представляють більшу частину послідовності пермських і тріасових порід.
На півдні Ізраїлю присутні породи ордовицького віку в формації пісковиків Дісі. Інші палеозойські породи, такі як група Ям-Суф (пісковик, конгломерат, аргіліт, доломіт і вапняк, формації Амудей-Шеломо і Тімна), а також формації Шехорет і Нетафім (всі з кембрію) зустрічаються тільки на півдні.

## Мезозой
Вапняк товщиною до 193 метрів позначає верхню юру в центральній частині Ізраїлю, за ним йдуть базальтові вулканічні породи Таясір; 120-метрова група Курнуб (пісковик, вапняк і глина) і 670-метрові формацї Набі-Саїд, Ейн-ель-Есад, Хідра, Рама і Кефіра (мергель, крейда, пісковик і вапняк) з ранньої Крейди. Базальт і базаніт відслонюються з крейди на півночі.
Вапняк, доломіт, крейда і мергель утворилися протягом туронського і сантонського періодів, крейда і кремень - протягом кампанського періоду. Формація Мішаш того ж віку містить подібні породи товщиною 86 метрів, та ще фосфорити. Формація Хатрурім, або «Плямова зона», охоплює метаморфізовані породи від маастрихту до міоцену. Місцями мезозойський період був часом інтрузії мікрогабро та діабазів.

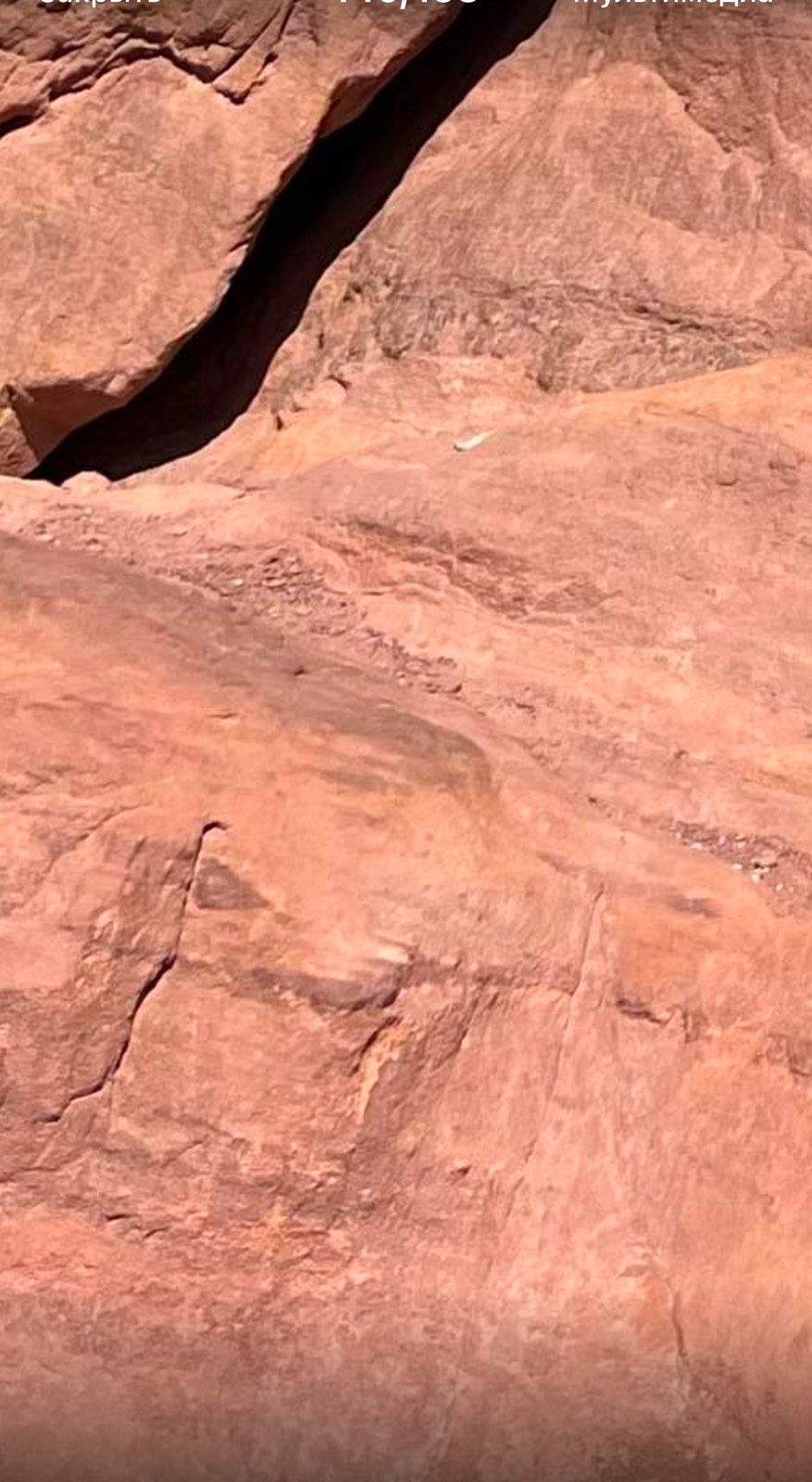
Гори Ейлата

## Кайнозой
Крейда, мергель і глина групи гори Скопус формувалися від сенону до палеоцену. У палеогені відкладення товщиною до 150 метрів складалися з адуламської формації - це кремень і крейда; 350-метрової товщі - вапняків тимратської, мерозської та ізреельської формацій; 100-метрової товщі марешської формації - крейда, а також подібних до них аведатської групи і формації Бет-Гуврін — все це в еоцені.
40-метрова формація Лахіш (вапняк); 230-метрові формації Хордос і Умм-Сабун (пісковик, аргіліт, алевроліт і конгломерат); і 50-метрова формація Зіклак (вапняк), що відклалися в міоцені. Проміжний базальт вивергався протягом того ж періоду часу. Пліоценові породи включають 30-метрову товщу мергелю у формації Яфо, а також мергель, конгломерат і пісковик товщиною 20 метрів у формаціях Біра, Гешер і Плешет.

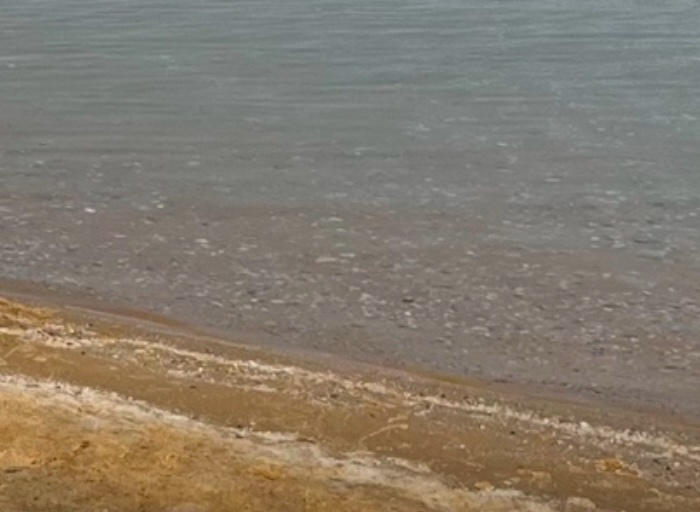
Мертве море

Конгломератні та вулканічні породи знаменують перехід до четвертинного періоду. Протягом останніх 2,5 мільйонів років відкладалися пісковики, аргіліти, оолітові вапняки, конгломерати, гіпси та арагоніти, а також травертини, вапнякові пісковики, червоні супіски та алювій. Сучасні піски та алювій домінують у більшості річкових долин і прибережних районів, тоді як конгломерат, гравій і гравійні відкладення пластів більш поширені на півдні. На півночі продовжували вивергатися базальт і базаніт.

## Природні ресурси

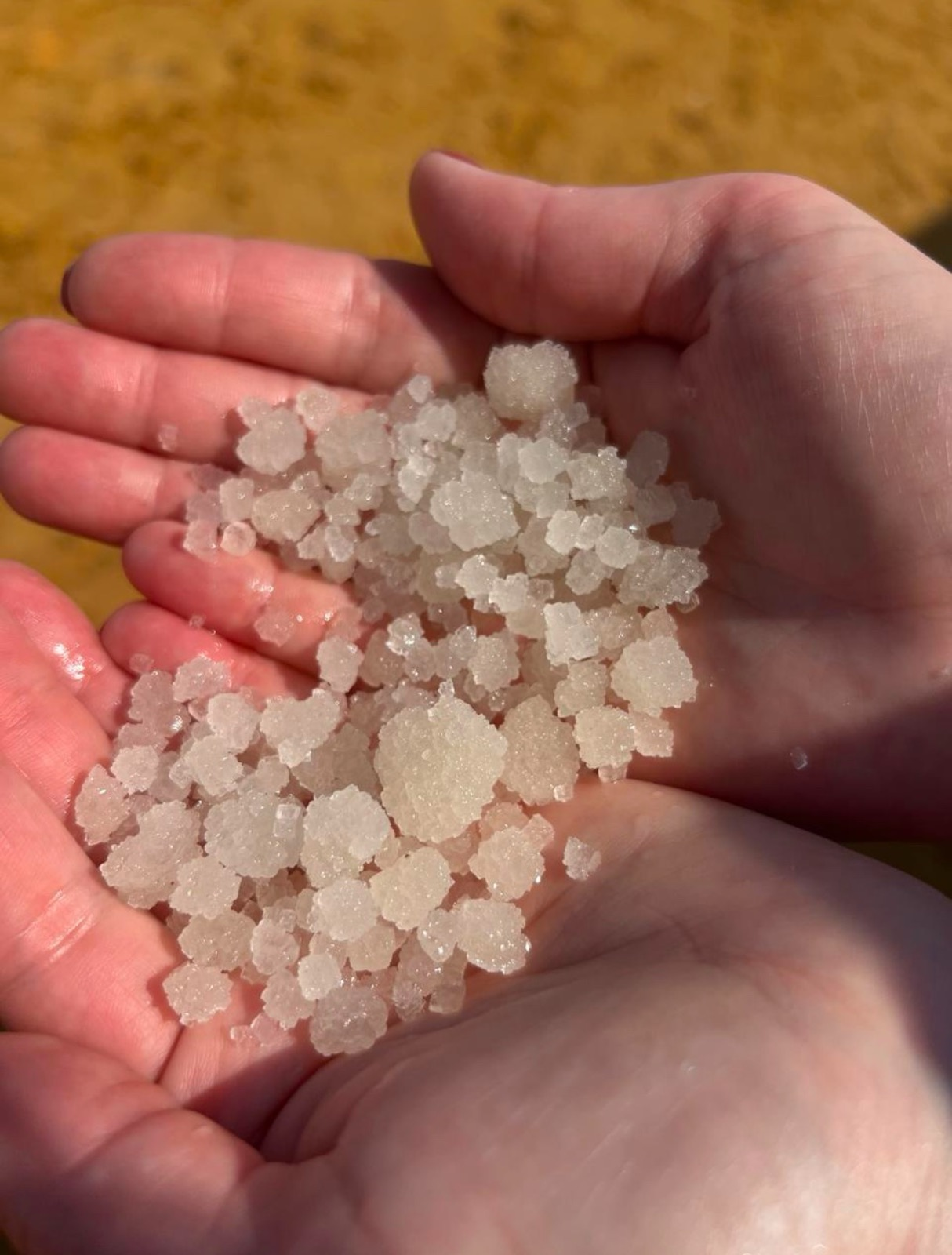
Сіль з Мертвого моря

Сіль здавна вважалась цінним товаром і в минулому використовувалася, як важлива валюта. Гора Содом була місцем для видобутку солі в доісторичні часи, а археологічні розкопки виявили біля неї установки для завантаження солі римського періоду. У сучасну епоху у Атліті, Ейлаті та вздовж Мертвого моря побудували заводи, на яких відбувалося виробництво солі. Зараз соляна маса виробляється в процесі сонячного випаровування в ставках і опріснення морської води.
Велика концентрація магнію з високою чистотою зробила Ізраїль одним з найважливіших джерел його виробництва. Хлорид калію (поташ) є багатим добривом для сільськогосподарських культур і видобувається на південь від Мертвого моря. У процесі виробництва у випарних басейнах залишаються розчини, багаті на бром (використовується в медицині, промисловості та косметиці), але його виробництво припинилося після того, як було виявлено, що ця речовина виділяє озон в атмосферу.
Фосфатні родовища були відкриті з 1950 року в кількох районах на півдні країни, переважно в кратерах у Негеві та поблизу Араду. Мідь видобувається з шахт у долині Тімна. Марганцева руда також була знайдена в долині Тімна, але не в економічних кількостях. У Галілеї, в долині Бейт-Нетофа, біля підніжжя гори Табор, і в кількох місцях в Негеві є кілька скупчень залізної руди, але вони залишаються невикористовуваними.